# Kitchigami
Kitchigami /u jeziku ojibwe, Big Waters, Many Waters, a odnosi se na jezera Upper i Lower Red Lake, Winnibigosh, Leech i dijelom Mille Lacs Lakes; po drugima na jezero Superior ili Gornje jezero/, jedna od starih skupina Algonquian Indijanaca koje Sultzman navodi kao jednu od bandi Chippewa, i smatra da su uz još neke skupine (Assegun ili Bone, Mundua i Noquet) asimilirani od Mascoutena i drugih. Prema Allouezu, Kickapoo i Kitchigami govorili su istim algonquian dijalektom, kao i Mascouteni.